# リヴリーアイランド
『リヴリーアイランド』 (Livly Island) は、インターネット上で「リヴリー」と呼ばれる架空の生物 (キャラクター) を育成する登録・基本プレイ無料のオンラインブラウザゲーム、およびそれを元にしたスマートフォンアプリゲーム。
ブラウザゲーム版の運営はサービス提供・企画のGMO GP株式会社、開発・企画協力のモノビット。HTML5版はGMOインターネット株式会社が開発・運営し、GMO GP株式会社が配信していた。登録は公式サイトからGamepodIDまたは外部ID (Yahoo! Japan、Google、Twitter、Facebook、mixi) で登録するか、各オンラインゲームプラットフォーム (ハンゲーム、ゲソてん) を利用することで可能であった。
2002年にコールドブレスにより『Livly 〜不思議なペット〜』として提供開始。翌年には運営がソネットエンタテインメント株式会社に移り、『Livly Island』としての提供が始まった。2006年にはWebMoneyAward2006グランプリ受賞。2009年11月24日には、新たな機能を拡充したVer.2『Livly Island COR』(以下、COR。) としてのサービスを開始。Adobe Flashの2020年内の開発・配布終了に伴い、2019年3月28日にはこれまでのデータを共有したHTML5版を公開。合わせてタイトルも再び『Livly Island』へと変更され、ロゴも"since 2003"のついた新しいものになった。Flash版と並行運営し、2019年内を目処にHTML5版に完全移行予定であったが、2019年12月26日（木）12:00をもって運営サービスを終了した。
2020年10月12日、ココネ株式会社に『Livly Island』に係る一切の権利が譲渡された。2021年7月15日にはゲームシステムやデザインを新たにスマートフォンアプリゲームとしてサービスを開始した。

## 概要
「中世時代のヨーロッパ圏で錬金術師たちによって生み出され、絶滅した生物を、日本在住の独学生物学者ミュラー博士が蘇らせ、一般に配布している」という世界観の元、ゲーム内のキャラクターは動物や空想上の生物をモデルにしてデザインされており、それらの生物をまとめてリヴリー (livly) と呼ぶ。
ユーザーはウェブ上にリヴリーを飼い、リヴリーの住処であるアイランド (島) を持つ。飼い主としてリヴリーを他ユーザーのアイランドやパークへ散歩させたり、様々な虫のエサを与える事によって育成する。エサにはリヴリーの色やサイズを変える・持続する効果がある上、ゲーム内ではリヴリー用の様々なアクセサリーも販売されており、リヴリーを自分好みの色や格好に着飾らせることができる。また、リヴリーはdoodooと呼ばれる宝石のウンチを出し、ユーザーはこれを通貨としてリヴリー用のエサやアイランド、アイテム等を入手する。アイランドには様々なアイテムを設置することができ、レイアウトして楽しむことが可能。COR以降は飼い主の部屋 (ルーム) も実装され、部屋もアイランド同様にレイアウトを楽しめる。
リヴリーの着せ替え的システムや、飼い主同士がリヴリーごしに行えるチャットなど、リヴリーそのものの仕様はアバター的側面をもつ。その一方、お世話次第ではたまごっちなどのようにリヴリーに死をもたらす。公式HPでは「いわば、リヴリーは、飼い主のペットであると同時に分身のような生き物なのです。」と解説されている。
基本プレイは無料だが、「G.L.L」や「ヤミー」など、お得な特典や限定アイテムを入手できる課金制度も存在する。
また、運営サイドは「Dr.ミュラー研究所」および「リヴリー総合研究所」の研究員・スタッフという体裁をとっており、"研究報告"は新機能などの報告をあらわす。また「Livly Island Dr.ミュラー研究所 研究発表会」と称したリアルイベントを定期的に行なっている。
「仕事に疲れたOLなどが、インターネット上で手軽に飼育できるペットを見て癒される」というコンセプトで開発されたが、小中学生の女子を中心に人気を集めた。2006年から女の子向け雑誌ぷっちぐみおよびちゅちゅで漫画連載が始まったことにより園児などの幼い子供が増加し、問題となった。COR以降では新規ユーザーは減少、低年齢層だったユーザーも年を重ね、飼い主の多くは社会人および大学生となっている。2018年以降はスマートフォン対応を受け、以前飼い主だったユーザーも含め、新たにリヴリーを飼う人々もあらわれた。
2009年から2012年の間、台湾版の「寵物島」を提供していた。日本版との互換性はなく、寵物島オリジナルのアイテムもあった。
過去には携帯電話向けコンテンツとして、メール・待受素材の配信やミニゲームが遊べる「ケータイリヴリーアイランド」、PC版と連動してリヴリーのお世話ができる「おでかけリヴリー」のサービスも行なっていた。
2010年には初のコンシューマゲームであるニンテンドーDSソフト「Livly Garden」が発売。

## リヴリー
飼い主 (ユーザー) 一人につき3匹まで飼育可能。 一度飼うとリヴリーが死ぬか、リヴリー引き渡し所で引き取ってもらうまで飼い直しはできないが、後述のネオベルミンを利用すれば別種に変身させることができる。(変身系のわざのように一時的なものではなく、飼い直しか別種のネオベルミンを飲むまで半永久的に持続する)
リヴリーには経験値、満腹度、ストレスと3種のパラメータが存在し、それぞれバイオレコード (プロフィールの様なもの) で確認することができる。経験値は散歩と食事で上昇し、一定の値が溜まるとリヴリーがレベルアップする。満腹度は時間経過によって減っていき、0%になってしまうと死をもたらすが、餌を与えることで回復させることができる。時間経過のほかにも散歩（島やパークへの移動行為）をすることでも満腹度は下がるが、散歩での満腹度の低下は50%以下の場合ストップするため、散歩による腹減りでリヴリーが死ぬことはない。(なお散歩中でも時間経過による満腹度の低下は止まらないため、餌を与えずに散歩していれば散歩中にリヴリーが死亡するというケースは起こりうる)。 ストレスは時間経過によって上昇し、100％に到達するとリヴリーは家出をして他ユーザーの島を放浪する。COR以降は「リヴリーをよぶ」ボタンが実装され、適宜呼び戻すことができるようになった。ストレスは散歩やストレス解消の餌を与えることで下げることができる。
また、隠しパラメータとして疲労度も存在する。疲労度はバイオレコードなどで確認することはできないが、放浪や一部のわざを使用することで蓄積され、100％になると経験値の上昇がストップしたり、満腹度が50％以上でも放浪で満腹度が下がらなくなったり、一部のわざが使用できなくなる。また、赤い葉のエラーメッセージで「リヴリーが疲れたようです」と表記される。疲労度は時間経過によってのみ自然回復する。

### わざ
リヴリーはレベルアップすることによって、レベルに合わせてわざを覚える。また、イベントなどで期間限定でわざを習得出来る場合や、G.L.Lに入っている期間中だけ使えるわざもある。わざを発動する場合は、わざメニューの中のボタンを押すか、チャットの入力ボックスに「/わざ名」を入力する。わざの中には効果先の指定を任意でできるもの・強制させるものがあり、後者の場合はボタンを押した場合は指定先を入力するウィンドウが、入力ボックスの場合は赤い葉のエラー文面が表示される。
覚えたわざは基本的にわざメニューにボタンが表示されるが、ボタンのない隠しわざも存在しこれらはレベル等に関係なく発動することができる。また、わざの中にはモンスターに対する攻撃として使えるわざ、使用するたびにリヴリーの疲労度（隠しパラメータ）が上昇するわざがある。
いくつかのわざは主に荒らし対策のために廃止されている。
隠しわざ (最初から覚えている)
| わざ名     | 備考 |
| ---------- | --- |
| /home      | 他の島やアジトにいる際、通信中のリヴリーの島に帰る。Island Notes上部の一番左のアイコンも同様の役割。                                                                  |
| /move 島名 | 指定した島へ移動する。 |
| @島名      | 指定した島へ移動する。 |
| /random    | ランダムで選ばれた他の島へ散歩する。移動先は個人島にいる場合は個人島に、パークにいる場合はパーク内が選出される。Island Notes上部の左から2番目のアイコンと同様の役割。 |
| /shop      | マイショップのある島へ移動する。 |

レベルアップで覚えるわざ
| 覚えるLv | わざ名               | わざ名                | 備考 |
| -------- | -------------------- | --------------------- | --- |
| 2        | ハート               | /heart                | リヴリーがハートを出す。コマンド入力の後にリヴリー名を入れると指定したリヴリーに向かってハートを投げられる。 |
| 3        | 身震い               | /shiver               | リヴリーが震える。 |
| 4        | おなら               | /gas 階名             | リヴリーがおならを出す。コマンド入力の際はわざ名の後に階名をいれることで、おならの音を1オクターブの中から指定できる。未記入の場合は低いド。指定の際は「レ/ミ/ファ/ソ/ラ/シ/ド」または英・米表記の「d/e/f/g/a/b/c」(小文字のみ) で指定できる。おなら1発に付きストレス値が1%減る。 |
| 5        | 暗闇                 | /dark                 | 暗闇を呼び出す。 |
| 6        | クラッカー           | /shock                | クラッカーを出して祝福する。 |
| 7        | 灼熱の怒り           | /heat                 | リヴリーが真っ赤におこる。 |
| 8        | 笑い                 | /w                    | リヴリーの上に笑った顔が出る。連続でやると顔が変わる。 |
| 9        | 涙                   | /t                    | リヴリーの上に泣いた顔が出る。連続でやると顔が変わる。 |
| 10       | 帽子                 | /hat                  | リヴリーが帽子をかぶる。チームに入るといつも決まった帽子が出るようになる。 |
| 11       | 言葉の爆弾           | /bomb 言葉            | 言葉の爆弾を仕掛ける。4文字以上でないと仕掛けられない。 |
| 12       | 宝石落とし           | /doodoo 数値          | doodooを落とす。上限は2万dd。 |
| 13       | 痛みの矢             | /arrow                | リヴリーに矢が飛んできて刺さる。レベルによって刺さる本数が変わり、レベル÷10+1。 |
| 14       | フリーズ             | /freeze               | リヴリーが凍りつく。連続でやると氷が厚くなる。 |
| 15       | リヴリーの結束       | /team チーム名        | チームに入ったり作ったりする。コマンド入力/teamで抜けられる。 |
| 16       | 連絡                 | /contact メッセージ   | ログイン中のチームメンバーに手紙を送る。 |
| 17       | 焚き火               | /toach                | リヴリーがたいまつを投げる。同時に発動するリヴリーが多いほど、火が大きくなる。(大きさは1〜5段階) |
| 18       | 投石                 | /sling                | 他のリヴリーに石を投げる。モンスターへの攻撃わざとして使用できる。 |
| 19       | ちぢこまり           | /small                | リヴリーを一時的に小さくする。 |
| 20       | 花                   | /flower               | アイランドに花を咲かす。レベルと同じだけの花が咲く。 |
| 21       | 北風                 | /wind                 | アイランドに風を吹かす。 |
| 22       | 花火                 | /fire                 | リヴリーから花火が打ちあがる。 |
| 23       | 追跡                 | /drive リヴリー名     | 指定したリヴリーの元に移動する。 |
| 24       | 鐘の音               | /chime                | チャイムの音を鳴らす。 |
| 25       | 授業                 | /teach メッセージ     | 文字の書いた黒板を出す。出した黒板は/teachとコマンドのみ入力することで消える。 |
| 26       | 追い出し             | /evict リヴリー名     | 自分の島からリヴリーを追い出す。追い出されたリヴリーはすぐ自分の島に返される。 |
| 27       | アジトの鍵           | /key                  | アジトへ行ける鍵を出す。一度出したアジトの鍵を再び出すことはできない。(コールドブレス時代は「/key アジト名」で好きな名前のアジトを作ることができ、アジト名を入力すれば後からでもアジトに入ることができた。)                                                                      |
| 28       | 巨大化               | /big                  | リヴリーを一時的に大きくする。 |
| 29       | 変化                 | /mirror リヴリー名    | 指定したその場に居るリヴリーに変身する。 |
| 30       | 分身                 | /shadow               | 数秒間、自身のリヴリーの分身が出る。 |
| 31       | ハンマー             | /hammer リヴリー名    | 指定したリヴリーにハンマー攻撃をする。モンスターへの攻撃わざとして使用できる。 |
| 32       | 宝石変化             | /fake 数値            | リヴリーがdoodooに変身する。数値未記入の場合は1ddに、5/10/50/100/500でその大きさに変身する。宝石をクリックすると変身が解ける。 |
| 34       | 流れ星               | /star                 | リヴリーから星がこぼれ落ちる。 |
| 35       | 心眼                 | /view リヴリー名      | 指定したリヴリーのバイオレコードを見る。過去にはそのリヴリーの現在地 (その時いる島/パーク名) も記載されていた。 |
| 37       | 導きの書             | /link URL             | 他サイトへのリンクを設置する。 |
| 38       | 雷                   | /thunder リヴリー名   | 指定したリヴリーに雷を落とす。モンスターへの攻撃わざとして使用できる。 |
| 39       | 時の掲示             | /timer 秒数           | 指定した秒数を計る。 |
| 40       | 催眠                 | /sleep                | 自分とその周りのリヴリーが寝る。 |
| 41       | クロムシ召喚         | /blackworm            | アイランドにクロムシを召喚する。(食べられない) リヴリーが疲れる。 |
| 44       | 雨乞い               | /rain                 | アイランドに雨を降らす。 |
| 46       | 変身                 | /transform 種類名     | 指定した種類のリヴリーに変身する。自分のリヴリーのRGBが反映される。 |
| 47       | 地震                 | /quake                | アイランドに地震をおこす。 |
| 48       | 縮小                 | /little               | 連続して使うとちぢこまりより小さくなる。そしてやがて消える。 |
| 55       | 拡大                 | /large                | 連続して使うと巨大化より大きくなる。 |
| 57       | 竜巻                 | /tornado リヴリー 名  | 指定したリヴリーを竜巻に巻き込ませる。モンスターへの攻撃わざとして使用できる。 |
| 58       | ケセランパサラン召喚 | /whiteworm            | ケセランパセランをアイランドにまく。(食べられない) リヴリーが疲れる。 |
| 70       | 宝石の匂い           | /search               | リヴリーがdoodooのある場所に移動する。リヴリーが疲れる。 |
| 80       | ビッグクラッカー     | /bigshock             | レベル6で覚えるクラッカーよりも大きなクラッカー。 |
| 99       | 大いなるおなら       | /biggas               | 通常のおならよりも大きなおなら。同様に音階の指定ができ、1発に付きストレス値が10減る。 |
| 100      | 100ddの匂い          | /diamondsearch        | リヴリーに100dd以上が落ちている島を探させる。 |
| 110      | 雪                   | /snow                 | アイランドに雪を降らせる。 |
| 125      | ブーメラン           | /boomerang リヴリー名 | 指定したリヴリーにブーメランを投げる。モンスターへの攻撃わざとして使用できる。 |
| 182      | 歩く木               | /tree                 | リヴリーが木に変身する。木に変身したリヴリーが死ぬと枯れ木になる。 |
| 220      | ゴースト             | /ghost                | リヴリーの後ろにオバケが召喚される。(2013年のハロウィンイベントで初解禁。期間中はレベルに関係なく全てのリヴリーが使用できた) |

期間限定で取得可能なわざ
| わざ名     | わざ名                 | 備考 |
| ---------- | ---------------------- | --- |
| 治癒       | /cure リヴリー名       | 指定したリヴリーの怪我を治す。リヴリーが疲れる。                                                                             |
| プレゼント | /gift                  | リヴリーがプレゼント箱に化ける。                                                                                             |
| 結束の光   | /light                 | リヴリーが青白い光を出す。複数でこのわざを使うと光がつながる。                                                               |
| 羽毛       | /feather               | リヴリーが羽毛に化ける。 |
| 虹         | /rainbow               | リヴリーの上に虹が出来る。                                                                                                   |
| 弾け花火   | /burst リヴリー名      | 弾け花火が出る。コマンド入力でリヴリーの名前を入れるとそのリヴリーに弾け花火が飛ぶ。モンスターへの攻撃わざとして使用できる。 |
| 氷の息吹   | /coldbreath リヴリー名 | 指定したリヴリーを凍りつかせる。モンスターへの攻撃わざとして使用できる。                                                     |
| 恋の矢     | /cupidarrow リヴリー名 | 指定したリヴリーにハートのついた矢を射る。モンスターへの攻撃わざとして使用できる。                                           |
| 波紋       | /dropwave リヴリー名   | 指定したリヴリーに水を落とす、時々たらいが出る。モンスターへの攻撃わざとして使用できる。                                     |
| 稲妻       | /lightning リヴリー名  | 指定したリヴリーに激しい稲妻を落とす。モンスターへの攻撃わざとして使用できる。                                               |
| 炎の矢     | /firearrow リヴリー名  | 指定したリヴリーに炎の矢を撃つ。モンスターへの攻撃わざとして使用できる。                                                     |
| いばらの鞭 | /rosewhip リヴリー名   | 指定したリヴリーにいばらの鞭を当てる。モンスターへの攻撃わざとして使用できる。                                               |
| 氷の矢     | /icearrow リヴリー名   | 指定したリヴリーに氷の矢を撃つ。モンスターへの攻撃わざとして使用できる。                                                     |
| 赤い稲妻   |                        | 他のリヴリーに対して、真っ赤に輝く激しい稲妻を落とす。モンスターへの攻撃わざとして使用できる。                               |

G.L.L入会中限定のわざ (スタンプパークのつぼで習得可能)
| わざ名       | わざ名  | 備考 |
| ------------ | ------- | --- |
| 集合         | /gather | 自分の飼っているリヴリーを通心中のリヴリーのいるところに集める。 |
| 静かなる足音 | /silent | リヴリーが移動する時の音が消える。もう一度発動すると元に戻る。 |
| 散歩         | /stroll | 通心中以外のリヴリーどれか一匹を30分間自動放浪させる。経験値は通常の半分で疲れは普通に溜まる。1度発動させるとキャンセルは出来ず、一匹のリヴリーに対し1日1回しか発動できない。 |

ラッキーリヴリーくじのシリアルナンバーを入力すると取得できるわざ
| わざ名     | わざ名 | 備考 |
| ---------- | ------ | --- |
| 治癒最大   |        | 指定したリヴリーの怪我を1回で最大値まで回復させる。通常の治癒よりリヴリーが疲れる。                                |
| 黒翼       |        | リヴリーが黒い羽毛に化ける。羽毛の黒バージョン。                                                                   |
| メテオ     |        | 指定したリヴリーやモンスターに向かって、小さな惑星を落とす。モンスターへの攻撃わざとして使用でき、最も威力が高い。 |
| バラの園   |        | リヴリーの頭上に薔薇が咲く。                                                                                       |
| ポーカー   |        | 指定したリヴリーに向かってトランプを投げる。モンスターへの攻撃わざとして使用できる。                               |
| タイム     |        | 時空の力により時を止め、その場にいるリヴリーが静止状態になる。                                                     |
| クリーン   |        | アイランドに落ちているdoodooを一瞬で拾うことができる。リヴリーが疲れる。                                           |
| 手品       |        | マジシャンのハットが頭上に表れて手品を披露する。                                                                   |
| 風船       |        | たくさんの風船を飛ばす。                                                                                           |
| 踊り子     |        | サンバの格好をしたポフが場を盛り上げる。                                                                           |
| ペイント弾 |        | インクのボールを対象者に向かって投げる。攻撃わざとして使用できる。                                                 |

廃止されたわざ
| 覚えるLv | わざ名         | わざ名            | 備考 |
| -------- | -------------- | ----------------- | --- |
|          | オンラインベル | /bell リヴリー 名 | 指定したリヴリーがログインした際にベルが鳴り、ログインを知らせてくれるわざ。                                                |
| 1        | 静寂の耳       | /silent           | 遠吠えが一時的に聞こえなくなるわざ。島/パークにいる間は発動することでオン・オフを切り替えられた。移動するとリセットされる。 |
| 5        | 遠吠え         | /all メッセージ   | その場にいる全員に見えるようにメッセージの吹き出しを表示するわざ。                                                          |
| 29       | 虫寄せ         | /food             | ランダムで餌が出現するわざ。買っていないものも出る。                                                                        |
| 33       | 言葉の決まり   | /word 文字        | その時発動した島/パークにいるリヴリー全員のメッセージの文末に文字を付け加えられたわざ。4文字まで指定できた。                |
| 53       | 羽根ペン       | /pen メッセージ   | チームメンバー全員の掲示板に一斉に書き込みできるわざ。わざを発動すると羽根ペンが一斉に飛び立つ。                            |

### doodoo
doodoo（ドゥードゥー）とは宝石の形をしたリヴリーの"ふん"であり、リヴリーの世界では通貨として使用される。略してddとも呼ばれる（以下dd）。
宝石の種類は、1dd、5dd、10dd、50dd、100dd、500dd、1000ddがある。
ddは約1時間毎に1〜100ddの宝石がランダムに1つずつ（確率は高額になるほど低い）体内で蓄積されていき、飼い主が飼育コントローラの「トイレボタン」を押すことにより排出される。前回の排出から約24時間以内にトイレボタンを押さないと、リヴリーはddを漏らしてしまう。排出したddを拾うことで飼い主の所持金が増えて行くが、他の飼い主が拾うことも出来る。「宝石の匂い」や「100ddの匂い」の技を使うことで、排出されたまま拾われていないddを探すことが出来る。1回のサーチでランダムで100の島から探すが、ddが見つからない場合もある。またこの技はリヴリーの体力を消耗するため、1回につき疲労度が10上昇する。
同種のリヴリーの中で最も所持金が多いと毎週ランキング更新時に富豪の称号と富豪帽が自動的に付与される。プラステリンの有無でも別々に集計されるため、富豪は176人存在する。（2015年9月時点）

### 性格
COR以降に実装。スキンシップ (「なでる」「つつく」) やお世話状況、あたえるエサによって性格が変化する。性格やなつき度はG.L.L内の性格診断室でカルテを発行することができ、診断時の性格がバイオレコードに記載される。

### 気持ち
2013年5月15日より、リヴリーと通心した際にリヴリーの気持ちがメッセージで表示されるようになった。1匹につき、1日に1回まで知ることができる。2014年3月18日からは、吹き出し等で空腹状態やトイレ状況も知ることができるようになった。また、スキンシップをすると、時々飼い主の近くまでやってくる。

### リヴリーの死
リヴリーは現実の生き物のように成長し、時には死んでしまうこともある。死亡するとアイランド上にお墓が建つ。死因はお世話の滞りによる満腹度の低下、あるいは後述のモンスターの強襲であり、普通に育ていれば死ぬことはなくレベルも上がり続ける。
飼い直しをする場合は、自身の所有する既存のアイランドから選択することも、新たに作り直すことも可能。
転生というより変身ではあるが、後述の転生資料室を利用すれば過去に亡くなったリヴリーと同様の容姿にすることは可能。

### 種類
一般リヴリー - 13種
- ピグミー
- トビネ
- アメノヒグラシ
- ゲッコウヤグラ
- ワタメ
- オーガ
- ブラックドッグ
- ジュラファント
- クンパ
- パキケ
- ハナアルキ
- ハナマキ
- ネオピグミー【Livly Island COR 記念リヴリー】

限定リヴリー
- カンボジャク【2002年ハロウィン限定】
- ケマリ【2002年クリスマス限定】
- オオツノワタケ【2003年お正月限定】
- ムシチョウ【G.L.L.限定】
- トウナスモドキ【2003年ハロウィン限定】
- ユキムグリ【2003年クリスマス限定】
- マウンテンピグミー【2004年お正月限定】
- ラヴォクス【2004年、2006年〜2011年のバレンタイン限定、G.L.L限定ただし2011年は一般配布】
- スナイロユンク【G.L.L.限定】
- ピグミークローン【2004年6月限定】
- ヘンプクジンチョウ【2004年ハロウィン限定】
- イッカクフェレル【2004年クリスマス限定】
- ホオベニムクチョウ【2005年お正月限定】
- ミミマキムクネ【KissLivlyスタジオ開局記念限定,2011年ホワイトデー限定】
- ヴォルグ【2005年ハロウィン限定】
- ユキワラベ【2005年クリスマス限定】
- クイ【2006年お正月限定】
- ピキ【KissLivlyスタジオ1周年記念限定、2011年ホワイトデー限定】
- プリミティブピグミー【リヴリーアイランド3周年記念限定】
- プリミティブトビネ【リヴリーアイランド3周年記念限定】
- プリミティブオーガ【リヴリーアイランド3周年記念限定】
- ショウジョウダルマ【Dr.ミュラー研究所 研究発表会2006 トランシロンカード限定】
- マダラカガ【2006年ハロウィン限定】
- ウォーム【2006年クリスマス限定】
- ウボー【2007年お正月限定】
- オサナヒグラシ 【2007年GW限定 ネオベルミン変身種として登場】
- プリミティブブラックドッグ 【リヴリーアイランド4周年記念限定】
- クロメ【2007年ハロウィン限定】
- ワング【2007年クリスマス限定】
- メデネ【2008年お正月限定】
- ネタツザル【2008年閏年限定】
- プリミティブパキケ【リヴリーアイランド5周年記念限定】
- ビズー【2008年ハロウィン限定】
- キャンディスノー【2008年クリスマス限定】
- ゴズ【2009年お正月限定】
- プリミティブワタメ【Dr.ミュラー研究所 研究発表会2009 トランシロンカード限定】
- ミンツ【Dr.ミュラー研究所 研究発表会2009 トランシロンカード限定】
- リオン【2009年ハロウィン限定】
- ユキトトリ【2009年クリスマス限定】
- ビャッコ【2010年お正月限定】
- ツノナデシ 【リヴリーガーデン 初回限定特典 トランシロンカード限定】
- イムーバ 【リヴリーガーデン 初回限定特典 トランシロンカード限定】
- ゼブル 【リヴリーガーデン 初回限定特典 トランシロンカード限定】
- プリミティブハナマキ　【Dr.ミュラー研究所 研究発表会2010 トランシロンカード限定】
- ネオピグミークローン　【Dr.ミュラー研究所 研究発表会2010 トランシロンカード限定】
- ナイトメア【2010年ハロウィン限定、G.L.L限定】
- ウルパコ【2010年クリスマス限定】
- ラビネ【2011年お正月限定】
- プリミティブケマリ【2011年イースターイベント限定】
- ディノトプス【2011年遺跡イベント限定】
- デビルピグミー【Dr.ミュラー研究所 研究発表会2011 トランシロンカード限定】
- トビネクローン【Dr.ミュラー研究所 研究発表会2011 トランシロンカード限定】
- シャマネコ【2011年ハロウィン限定】
- スノードット 【2011年クリスマス限定】
- ツノツキウリュー【2012年お正月限定】
- オルフ【Dr.ミュラー研究所 研究発表会2012 トランシロンカード限定】
- プリミティブゲッコウヤグラ　【Dr.ミュラー研究所 研究発表会2012 トランシロンカード限定】
- フィンク【2012年ハロウィン限定】
- リルネ【2012年クリスマス限定】
- ミズカミノオロチ【2013年お正月限定】
- ホワイトドッグ【2013年お花見イベント 飲むネオベルミン限定】
- ミドリメトビネ【2013年GW限定 ネオベルミン変身種として登場】
- ミニョン【Dr.ミュラー研究所 研究発表会2013 トランシロンカード限定】
- プリミティブクンパ【Dr.ミュラー研究所 研究発表会2013 トランシロンカード限定】
- ギッテム【2013年ハロウィン限定】
- プルリネ【2013年クリスマス限定】
- ムラクモノテンマ【2014年お正月限定】
- キスミミマキムクネ【2014年3月後半限定】[注釈 8]
- パズルカタハメ【2014年5月限定　新種リヴリーデザインコンテスト受賞作品】[13]
- ポワソン【2014年6月限定　新種リヴリーデザインコンテスト受賞作品】[14]
- スポーラ【Dr.ミュラー研究所 研究発表会2014 トランシロンカード限定】
- プリミティブジュラファント【Dr.ミュラー研究所 研究発表会2014 トランシロンカード限定】
- フォスク【2014年ハロウィン限定】
- メリクル【2014年クリスマス限定】
- プリミティブオオツノワタケ【2015年お正月限定】
- ヒゲリスモドキ【Dr.ミュラー研究所 研究発表会2015 トランシロンカード限定】
- レヴナント【2015年ハロウィン限定】
- ウルラ【2015年クリスマス限定】
- アシェット【Dr.ミュラー研究所 研究発表会2016 トランシロンカード限定】
- マナウィ【2016年スタンプ9周年限定】
- クルクス【2016年ハロウィン限定】
- ステルラ【2016年クリスマス限定】
- クンパクローン【2017年トランシロン限定】
- ヴォルフ【2017年ハロウィン限定】
- ルシア【2017年クリスマス限定】
- デビルドッグ【2018年ハロウィン限定】
- エンジェルドッグ【2018年ハロウィン限定】
- ナタリス【2018年クリスマス限定】
- レナータ【リヴリーアイランド16周年記念】

### 餌
餌を食べることによってリヴリーは経験値を獲得し、色やサイズ、性格が変化する。餌にはいろいろな種類があり、それぞれに異なる特性を持つ。
色変化は加法で、食べた餌の種類によってRGBの値に加算、減算処理が行われる（範囲は-255〜+255）。例えばテントウムシの色変化値はR+2 G-1 B-1で、リヴリーは少し赤くなる。G.L.Lパークの色診断室で色をシミュレートする事ができ、ユーザーは餌を考え与えることで、リヴリーを自分好みの色にすることができる。
餌は各ショップで購入できるほか、散歩中にリヴリーが自分で餌を拾うこともある。やどかり亭、パキケフーズ、カフェワイズウッドでは10匹ずつでの販売。各種餌・薬は基本的に最大100個まで所持可能。

やどかり亭
| エサ                     | 価格 (dd) |
| ------------------------ | --------- |
| テントウムシ             | 18        |
| オンブバッタ             | 30        |
| ツマグロヒョウモンの幼虫 | 60        |
| アオムシ                 | 60        |
| セスジスズメの幼虫       | 65        |
| クロヤマアリ             | 20        |
| カブトムシの幼虫         | 84        |
| ウスバカゲロウ           | 52        |

パキケフーズ
| エサ                 | 価格 (dd) |
| -------------------- | --------- |
| フサムシ             | 89        |
| マタタビムシ         | 77        |
| ニガアリ             | 77        |
| ミツアリ             | 77        |
| マメムシ             | 77        |
| コガネグモ           | 70        |
| クロムシ             | 65        |
| シロムシ             | 85        |
| ケセランパサラン     | 95        |
| フウセンコガネ       | 62        |
| アカジマトラカミキリ | 68        |
| ムラサキシジミ       | 72        |
| シマミミズ           | 40        |

カフェワイズウッド
| エサ             | 価格 (dd) |
| ---------------- | --------- |
| ニガアリゼリー   | 200       |
| マタタビティー   | 180       |
| マメムシコーヒー | 180       |
| ミツアリプリン   | 200       |

ヤミーショップ
| エサ                 | エサ         | エサ         | 価格 (YM) |
| -------------------- | ------------ | ------------ | --------- |
| ヤミカプセル         | 赤           | (＋)         | 550       |
| ヤミカプセル         | 赤           | (−)          | 550       |
| ヤミカプセル         | 緑           | (＋)         | 550       |
| ヤミカプセル         | 緑           | (−)          | 550       |
| ヤミカプセル         | 青           | (＋)         | 550       |
| ヤミカプセル         | 青           | (−)          | 550       |
| スーパーヤミカプセル | 赤           | (＋)         | 950       |
| スーパーヤミカプセル | 赤           | (−)          | 950       |
| スーパーヤミカプセル | 緑           | (＋)         | 950       |
| スーパーヤミカプセル | 緑           | (−)          | 950       |
| スーパーヤミカプセル | 青           | (＋)         | 950       |
| スーパーヤミカプセル | 青           | (−)          | 950       |
| ハイパーヤミカプセル | 赤           | 赤           | 3000      |
| ハイパーヤミカプセル | 青           |              | 3000      |
| ハイパーヤミカプセル | 黄緑         |              | 3000      |
| ハイパーヤミカプセル | 黄           |              | 3000      |
| ハイパーヤミカプセル | ピンク       |              | 3000      |
| ハイパーヤミカプセル | 白           | 白           | 5000      |
| ハイパーヤミカプセル | 黒           |              | 5000      |
| ミニマムリン         | ミニマムリン | ミニマムリン | 4000      |
| マキシマリン         |              |              | 4000      |
| デフォルトリン       | C            | C            | 5000      |
| デフォルトリン       | S            |              | 5000      |
| デフォルトリン       | P            |              | 5000      |
| トレバン             | トレバン     | トレバン     | 400       |

その他の主な限定エサ
- クロオビアオゾウムシ（「リヴリー★メール素材」正解者限定、非売品）
- チョコガネムシ（2010年、2011年バレンタインイベント限定、非売品）
- マシュマロコガネ（2010年、2011年ホワイトデーイベント限定、ちなみに2011年は拾ってくることがあった。非売品）
- ハチノコ（2010年モンスター大量発生イベント限定、非売品）
- イチゴムシケーキ（G.L.L9周年限定、350dd）
- ケセパムシタルト（G.L.L9周年限定、550dd）
- チョコムシケーキ（G.L.L9周年限定、450dd）
- テントウムシのムース（G.L.L9周年限定、400dd）
- ルリセンチコガネケーキ（G.L.L9周年限定、400dd）
- 野生のミツアリ (拾ってくるのみ)
- 野生のニガアリ (拾ってくるのみ)
- 飲むネオベルミン

また、餓死と家出を防ぐために、ログイン (お世話) をせずともそれぞれ満腹度とストレス値に影響する給餌システムが存在する。ただし、餓死を防ぐものはストレス値には影響せず、家出を防ぐものは満腹度には影響しないため、両方を揃えることが万全といえる。どちらも色・サイズには影響しない。
自動給餌器
ヤミーSHOPで販売され、G.L.L会員のみ購入できた。満腹度が19％以下になるのを防ぐ「ハラヘラナイーン」と、ストレスを0％に保つ「ストレスナシーン」が存在。どちらもアイテムとして設置可能だが、所持しているだけでも効果を発揮するうえ、飼育している全てのリヴリーに対して効果がある。一度買うとアイテムとして所持し続けることはできるが、効果発動には1ヶ月の有効期限があり、効果継続には翌月以降に再度購入する必要がある。(アイテムとしての所持数は飼い主1人につき1個) 2018年4月5日から7月31日まで販売しており、以降は同系統の効果を得られる「見守りマイクロチップ」が実装された。現在は通常の設置アイテムとしての機能のみ。
見守りマイクロチップ
2018年8月2日よりヤミーSHOPで販売。こちらは非G.L.L会員も購入可能。自動給餌器と同じくそれぞれ満腹度とストレス値に効果する2種が存在し、効果時にエサ配達ポフが急行するというもの。こちらはアクセサリーとして身につけるものであり、装着してはじめて効果がある。「ハラヘリ感知ップ」は1個1000YMで、装着すると満腹度が0％になる瞬間を感知して、満腹度を100％にする。「ストレス感知ップ」は1個800YMで、装着するとストレスが100％になる瞬間を感知して0％にする。一度効果を発揮すると壊れてなくなる上、アクセサリーのため、効果を得られるのは装着しているリヴリーのみ。チップは同一効果のものをリヴリーのアクセサリー装着可能箇所分装着できる。

## アイランド・アイテム
リヴリー1匹につき1つのアイランドとなる。様々な種類が存在し、基本的には島屋、ドリームアイル不動産およびヤミー系列店から入手可能。設置するアイランドは飼い主の手持ちの中から自由に選ぶことができる。(新規登録時は島屋で販売されている一部の中からランダムで選出) アイランド上には様々なアイテムを設置することができ、中には背景・前景に相当するものもある。1ユーザーのアイランド最大所持数は15個、1アイランドごとのアイテムの同時設置可能数は5個までだが、G.L.L会員はスタンプの押印数によってそれぞれを拡充する特典を受けることができる。
アイテムは各種ショップやユーザーのマイショップ等で手に入れられる。COR以前のアイテムは特に有料向けであったが、COR以降はイベントやログインボーナスでも手に入る上、リヴリーがログイン時や散歩時にアイテムを拾ってくるようになった。拾ってくるアイテムはリヴリーのレベル・性格・G.L.L入会の有無によって色が決まる。
アイテムの中にはクリックやリヴリーの技に反応して状態が変化するアイテムや、アイテムそのものに特殊効果を持つアイテムがある。
2006年7月、ユーザーがアイテム（前景・背景を除く）の配置場所を自由に変更できるようになり、レイアウトコンテストが開催されるようになった。入賞者には各種賞金 (dd・YM)・商品 (アイテムやアクセサリー) が授与される。過去には、ユーザーの考案したアイテムおよびアイランドを実際に登場させるというコンテストも行われた。
アイテムの向きは基本的に固定だが、G.L.L会員であればレイアウト画面でアイテムをダブルクリックすると向きを反対にできる。

### ミニリヴリー
リヴリーのようにプレイヤーが操作や飼育することは出来ないが、アイテムとしてアイランドに設置することができる生物のこと。ムシクイやポフ等がこれに当たる。くじの副賞やヤミーショップでも入手が可能で、非常に多くの種類が存在する。中には「金魚鉢の島」のピギート等アイランドの一部として存在するものや、イベント期間中のパークにあらわれるものもいる。
ムシクイ
アイランドに設置するとリヴリーにあげた全て・あるいは一部の餌を代わりに食べてしまう特殊なミニリヴリー。リヴリーの色・サイズを自分好みにしたいのか、お世話が困難な状況なのか等その時の状況を考慮して設置する/しないことが望ましい。稀にリヴリーに先に食べられてしまうこともあるが、2013年11月20日のアップデートからよりエサを食べるよう変更された。

- ムシクイ (アカムシクイ): 全ての餌を食べる
- キイロムシクイ: フサムシ以外の餌を食べる
- シロムシクイ: ケセランパサラン以外の餌を食べる
- クロムシクイ: クロムシ以外の餌を食べる
- ウサムシクイ (ラッキーリヴリーくじ2012の中身): シマミミズとフサムシ以外の餌を食べる

ポフ
"飼育メッセンジャー"として事務局がおぼえさせたメッセージをしゃべるミニリヴリーで、ミューミュー、ニューミューと共に現在のリヴリーアイランドの看板的な存在。新規登録時にリヴリーと共に配布される。通常配布されるポフは黄緑だが、ビギナーズパークでは通常種も含め6種の色違いが販売されているほか、G.L.L内にはピンク色のポフがいる。イベントでは飼育アドバイス以外の固有のメッセージをしゃべるポフも登場。COR以降、G.L.Lに入れない他のポフたちのためにピンク色のポフがG.L.Lを真似てつくった「ポフリヴリーランド（P.L.L）」という新パークを設立した。G.L.L入場門のマップ下に入り口があり、G.L.L非会員が雰囲気を体験できる場所にもなっている。HTML5版初回起動時にはチュートリアルをしゃべる。
ミニリヴリーゲーム
G.L.L城内のミニリヴリーゲームでは7種類のミニリヴリーを見ることが出来る。城内のミニリヴリーは所持している賞金ddの額によって種類が分かれており、マウスホバーに反応して逃げる・無作為に動く等、それぞれ特徴がある。高額なddを持つミニリヴリーほど高速で移動する為、捕獲しづらい。首尾よくミニリヴリーをクリックすると、そのミニリヴリーが持つddを獲得することができ、獲得した賞金額がG.L.L城内お知らせ板に掲示される。

## 管理リヴリー
管理リヴリーは、主要なパークに住み着いている管理用のリヴリー。中には通常は配布していない種類のリヴリーもおり、その多くは通常のリヴリーの変種である (種類名も違う)。満腹度は50%未満にならない。過去には管理リヴリーによるトークショー (チャット) が行われたこともある。
| リヴリー名       | 飼い主名                              | 種類名                 | 備考 |
| ---------------- | ------------------------------------- | ---------------------- | --- |
| ミューミュー     | コールドブレス→So-net→GMOゲームポット | ピグミーオリジナル     | 「リヴリーアイランド」に居る管理リヴリー。ピグミーとは容姿が異なり、寝癖の様なものがついている。ミュラー博士によって生まれた最初の1匹。飼い主は運営会社の移管に伴って変更されている。 |
| ダークヤグラ     | ダークヤグラ                          | ダークヤグラ           | 「リヴリー引き渡し所」に居る管理リヴリー。ゲッコウヤグラの突然変異体で、人形の頭に寄生している。自分の記念日などに、引き渡し所にある胴体と合体することもある。管理リヴリーの中では最も高い人気を誇った。 |
| プーケ           | ジュリエット                          | ピグミークローン       | 「ミュラー博士の準備室」に居る管理リヴリー。ミューミューのクローン。普通のピグミークローンとは容姿が異なり、寝癖がなく、包帯にホチキスがついており、右耳の包帯がはずれている。飼い主はミュラー博士の夫人。 |
| チャパティ       | ムスターファ                          | ハナマキ               | 「やどかり亭」に居る管理リヴリー。普通のハナマキとは容姿が異なり、ターバン、エプロン、ピアスを付けていて、やどかり亭のマークの入れ墨がある。 |
| コウ作           | 島屋匠ノ助                            | シマノグラシ           | 「島屋」に居る管理リヴリー。アメノヒグラシの進化系で、2足歩行。エプロンを付けていて、髭がある。 |
| ポッサム         | アニーナ                              | ピキ                   | 「アトラクション入り口」にいる管理リヴリー。元「KissLivlyスタジオ」の管理リヴリー。普通のピキとは容姿が異なり、蝶ネクタイを締め、ウサギ耳の被り物をしている。2010年4月14日に旅に出ていたが、その後「アトラクション入り口」に移った。 |
| バンブゥ         | ムルダ                                | クンパ                 | 「バンブーアンケートパーク」に居る管理リヴリー。元「バンブーポスト」の管理リヴリー。普通のクンパとは容姿が異なり、帽子をかぶっており、角（耳のようなもの）の形が違う。 |
| ジェイドグリーン | アッシュダウン                        | ミドリメトビネ         | 「ホテルワイズウッド」に居る管理リヴリー。普通のミドリメトビネとは容姿が異なり、緑の帽子をかぶっており、腕章を付けている。 |
| ジュリエット     | ミュラー                              | ピグミークローン       | 「ミュラー博士の研究室」に居る管理リヴリー。プーケと同じく、ミューミューのクローン。普通のピグミークローンとは容姿が異なり、寝癖がなく、包帯にホチキスがついており、右耳の包帯がはずれている。名前の由来は飼い主の夫人から。 |
| ボンド           | ジェームズ                            | マズル                 | 「リヴリータイムズ社」に居る管理リヴリー。ブラックドッグに似ているが、角と尻尾がなく、2足歩行。帽子をかぶっており、マイクをもっている。鞄のようなものはマイクに接続されている録音機器。 |
| ルビーローズ     | エズメラルダ                          | アカゲパキケ           | 「パキケフーズ」に居る管理リヴリー。パキケとは容姿が異なり、帽子をかぶり、腕章を付けており、角の巻き方が違い、★マークが付いている。 |
| コーネリアス     | ゴールドバーン                        | シマノグラシ           | 「ドリームアイル不動産」に居る管理リヴリー。アメノヒグラシの進化系で、2足歩行。帽子をかぶっていて、腕章を付けており、髭がある。 |
| マハラ           | マハラジャ                            | シマオーガ             | 「マハラショップ」に居る管理リヴリー。オーガとは容姿が異なる。帽子をかぶっている。腕章を付けている。かつてはやどかり亭の店主だったためやどかり亭のマークの入れ墨がある。 |
| ヴィルケット     | ウーティー                            | ユキムグリ             | 「マイショップ登録所」に居る管理リヴリー。普通のユキムグリとは容姿が異なり、帽子をかぶっており、角の形が違う。 |
| m-002号          | m-002号                               | 不明                   | 「G.L.L城B2地下飼育室」に居る管理リヴリー。ショウジョウダルマとは容姿が異なり、手、足、体がとがっている。以前は大暴れし、ミュラー博士に怪我を負わせたため、鎖で拘束されていたが、とげがなくなり、気性も落ちついたため、鎖がとかれた。 |
| プラム・ピー     | 不明                                  | ピグミー               | 「プラム・ピーの部屋」に居る巨大な管理リヴリー。元「G.L.L城B3秘密の部屋」の管理リヴリー。普通のピグミーとは容姿が異なり、体の大きさ、体の模様、形が違う。バイオレコードはなく、背景扱いだが、餌を与えることができ、フウセンコガネを5匹与え、尻尾をクリックするとddをもらす。CORへの移行の最中、自分の体重に耐えられず、部屋の床が抜けて落ちてしまった。その後救出され、プラムピーの部屋に移った。 |
| ボロドウ         | リヴリーアイランド管理スタッフ        | ミドリメトビネ         | 「G.L.L城門前」に居る管理リヴリー。普通のミドリメトビネとは容姿が異なり、帽子をかぶり、リュックを持っていて額の白い部分がギザギザになっている。2007年9月現在は出現していない。2010年現在は「ホテル・ワイズウッド」に宿泊しており、たまにパーク内に出現している（一部目撃例あり）。 |
| アフロディナス   | リヴリーアイランド管理スタッフ        | オオムシチョウ         | 「G.L.L城5F火ノ間」に居る巨大な管理リヴリー。ムシチョウとは容姿が異なり、体の大きさや頭の形が違い、冠をかぶっている。バイオレコードはなく、背景扱い。 |
| ヴァートン       | エドワード森村                        | ヒゲヘンプクジンチョウ | 「G.L.L城」に居る管理リヴリー。ヘンプクジンチョウとは容姿が異なり、髭があり、耳の形が違い、帽子をかぶり、首輪をしている。バイオレコードはなく、設定上存在している。 |
| ビム             | リヴリーアイランド管理スタッフ        | ケマリ                 | 「G.L.L入場門」に居る管理リヴリー。普通のケマリとは容姿が異なり、帽子をかぶっている。バイオレコードはなく、背景扱い。 |
| ベルメット       | ビーティー                            | ユキムグリ             | 「マイショップ登録所」に居る管理リヴリー。普通のユキムグリとは容姿が異なり、帽子をかぶっており、角の形が違う。バイオレコードはなく、背景扱い。 |
| ムズーラ         | ベルナルド                            | ゲッコウヤグラ         | 「宝くじ販売所」に居る管理リヴリー。普通のゲッコウヤグラとは容姿が異なり、頭にピアスがある。バイオレコードはなく、背景扱い。 |
| ヴィクテル       | チャーリースタンプ                    | マナウィ               | 2007年3月にオープンした「スタンプパーク」に居る管理リヴリー。バイオレコードはなく、背景扱い。 |
| アレクサンドロス | 不明                                  | ドワーフモール         | 2005年7月のリヴリーアイランド2周年記念イベントと2008年11月のG.L.L5周年記念イベント限定で登場した秘密ショップ「アナグラ亭」の管理リヴリー。帽子をかぶっている。バイオレコードはなく、背景扱い。 |
| バルバー         | 不明                                  | ヒゲリスモドキ         | 「G.L.L城」内にて期間限定で登場する秘密ショップ（2008年現在、2006年2月のバレンタインイベントと2007年11月のG.L.L4周年イベントの計2回登場）の管理リヴリー。また、2007年〜2009年のバレンタインイベント時には「G.L.Lイベント広場」に登場。帽子をかぶっており、蝶ネクタイをつけている。バイオレコードはなく、背景扱い。                                                                                |
| パニーニャ       | 飼育指導員A                           | シマミンツ             | 「ビギナーズパーク」に居る管理リヴリー。ピロールの姉。ミンツとは容姿が異なり、帽子をかぶっていて腕章を付けている。 |
| ピロール         | 飼育指導員B                           | シマミンツ             | 「案内パーク」に居る管理リヴリー。パニーニャの妹。ミンツとは容姿が異なり、帽子をかぶっていて腕章を付けている。 |
| ドリミー         | ピッパリー                            | 不明                   | 「ヤミーSHOP」に居る管理リヴリーで、店主をしている。元「ヤミショップ」の管理リヴリー。バイオレコードはなく、背景扱い。 |
| ロイキー         | サフラン                              | イムーバ ？            | 「ヤミーセレクトSHOP」に居る管理リヴリー。元「ヤミ箱屋」の管理リヴリー。イムーバとは容姿が異なり、帽子をかぶっていて、頬の色と腹の模様がちがう。バイオレコードはなく、背景扱い。 |
| ニューミュー     | So-net→GMOゲームポット                | ネオピグミー           | 「リヴリーアイランド」に居る管理リヴリー。普通のネオピグミーとは容姿が異なり、寝癖の様なものがついている。バイオレコードはなく背景扱いで、レベルも「?」。ミューミューと同じく、ゲームポットへの運営移管に伴い飼い主が変更された。 |
| スヴィダーニャ   | リヴリーガーデンPRスタッフ            | イムーバ               | 「パーク入り口」に居る管理リヴリー。DSソフト「リヴリーガーデン」の紹介をするらしい。イベント時は被り物をする。 |
| ロドボウ         | リーンハルト                          | ミドリメトビネ         | 「ティータイム公園赤」に住んでいる。普通のミドリメトビネとは容姿が異なり、ネクタイを締めかばんを持っていて額の白い部分がギザギザになっている。 |
| ボロドウ2世      | ボロドウ2世                           | ミドリメトビネ         | 「ティータイム公園黒」に住んでいることになっている。が、ホテルワイズウッドに宿泊中。帽子と仮面をかぶり、マントをつけている。Lv1000と管理リヴリーの中で最高Lvを持つ。 |
| レビル           | エドワード                            | デビルピグミー         | 「G.L.L中央広場」に住んでいる。2011年11~12月にかけて行われたモンスターパニックイベント時、アリの巣を守るためにエドワード・ミュラーが実験で生み出した。だが産まれたばかりのために、目的を分かっていない。その後イベントが終わり、そのままG.L.L中央広場に住み着いたため、管理リヴリー化した。 |
| ジャックポット   | 不明                                  | ネタツザル             | 「景品交換所」に居る管理リヴリー。長い間名前がなかったが、2012年2月に公式Twitterで名前を募集して名付けられた。普通のネタツザルとは容姿が異なり、首にフリルが付いた蝶ネクタイをしている。バイオレコードはなく、背景扱い。 |
| バラッタ         | アンナベッラ                          | ユキワラベ？           | 「交換パーク」に居る管理リヴリー。普通のユキワラベとは容姿が異なり、耳にリボンを巻いて服を着ている。バイオレコードはなく、背景扱い。 |
| カルティーナ     | アルバ                                | イッカクフェレル       | 「レイアウト展示パーク」に居る管理リヴリー。飼い主のアルバはフォトグラファーで、火曜日のおしゃれリヴリー撮影会の撮影を担当することもある。 |
| デデノスケ       | スタッフ山田                          | ミドリメトビネ         | 「温泉パーク」に居る管理リヴリー。G.L.L中央広場でリヴリータイムズの受付をしていたが、リヴリータイムズ社の一般パーク移転とともに姿を消した。その後、温泉パークが建設され再び管理リヴリーに就任した。 |
| フェリチィタ     | サトラ                                | ゴズ                   | 「ピクニックパーク」に居る管理リヴリー。フォルムは通常時のゴズと一緒だが黄色い体色が特徴。コックのような格好をしている。飼い主のサトラは料理上手。 |
| タツヒ           | ミズノエ                              | クマドリウリュー       | 「リヴリー神社」に居る管理リヴリーで、神主を務める。通常種のツノツキリューとは異なる鋭利なツノや、目尻の赤い隈取りが特徴。 |
| レナトロス       | 不明                                  | ドワーフモール         | 「転生資料室」に居る管理リヴリー。アナグラ亭のアレクサンドロスと同種だが、関係性は不明。 |

## モンスター
リヴリーアイランドの世界には、モンスターと呼ばれる生物が存在する。ファンの間では省略して「モン」とも呼ばれる。モンスターにはリヴリー同様にステータスやバイオレコードが存在し、常に飢えている。
移動型のモンスターは攻撃技を使ったリヴリーに対して、固定型は無条件でその場にいるリヴリー全員に対し襲ってくる。リヴリーは4回攻撃されると力尽きるが、モンスターの攻撃は50%の確率で空振りする仕様となっている為、攻撃されても怪我をしない場合もある。攻撃を加えていくことでストレスが上昇し、100%に達するとモンスターを倒すことができる。モンスターを倒すとddを吐き出す。ddが出るのは、モンスターがリヴリーを食べた後にddだけが消化されなかったため。モンスターのLv×20ddを吐き出す。
ちなみにリヴリーに餌をあげようとするとモンスターに盗られてしまうことがある。
CORになってからモンスターは姿を消していたが2010年の雪どけの直後に復活した。

### モンスターの種類
移動モンスター
個人の島を徘徊している。こちらから攻撃しなければ、襲ってくることはない。しばらくすると別の島へ移動していくが、追い出し/evictも可能。下記の固定型とは違い、一度倒すとリヴリーのように死亡する。

- スズメバチ（Lv.8）
- オオカマキリ（Lv.12）
- ジョロウグモ（Lv.10）
- オニヤンマ（Lv.14）
- アオイトトンボ（Lv.1）2007年8月23日、怪物大量発生警報解除となりそれ以降は姿を消した。（/transform は可能）
- ミツバチ（Lv.1）2008年5月14日〜2008年5月21日及び2009年5月13日〜2009年6月1日の怪物大量発生警報中のみ登場。それ以降は姿を消した。（/transform は可能）
- アリ（Lv.1）2011年11月29日〜12月8日イベント「モンスターパニック」で登場。
- クラゲ（Lv.1）2014年7月11日〜8月1日イベント「モンスターパニック」で登場、5種類存在する。

以下はLvが高いもので、名前や色のついたモンスターもいる。アイランドのみ徘徊し出会う事が少ないためファン間で「レアモン」と呼称される。
《スズメバチ》

- クイン（白）Lv.88
- カーキス（紫）Lv.39
- ゾッド（黄土）Lv.35
- デイモス（白）Lv.23
- ノイズ（赤）Lv.23
- アパッチ（橙）Lv.22
- ブラックホーク（紺）Lv.22
- コブラ（明黄）Lv.22
- ハインド（濃紫）Lv.22

《ジョロウグモ》

- アルゴル（濃ピンク）Lv.44
- ラッドラック（白）Lv.41
- ジャワ（緑）Lv.39
- アセンブル（黄）Lv.25
- コンパイル（橙）Lv.25
- ベルガ（薄黄）Lv.24

固定モンスター
特定のパークに出現する。倒すと一時的に気絶しddを排出するが、約1時間で再び目覚める。こちらが何もしていなくても、無差別にその場にいるリヴリーを襲う。ベビーグリフォンが反撃してくることはない。パークに生きているリヴリーが一匹もいなくなると、次の起床時間まで姿を消してしまう。
- セントアルテミスパーク

ローズウッド（オオカマキリ）Lv.76 別名：マダム
- ウォーターグリフォンパーク

ウォーターグリフォン（タガメ）Lv.61別名：社長
ベビーグリフォン（タガメ）Lv.1別名：若
- WGPクラシック（G.L.L内）

オニヤンマ（オニヤンマ）Lv.80 … 2008年10月22日（水）18:00〜19:20のメンテナンス以降G.L.L大公園3に駆除対応中
- ブロッサムパーク

821（ミツバチ）Lv.1 … 2009年5月13日〜2009年6月1日の怪物大量発生警報中のみ登場。
- イベント限定モンスター

アストリッド（女王アリ）Lv.1000 … 2011年11月29日〜12月8日イベント「モンスターパニック」（G.L.Lイベント広場）及び2012年5月11日〜5月24日遺跡発掘イベント（遺跡010）に登場。圧倒的にレベルが高いボスモンスターだが、攻撃はしてこない。吐き出すddは500ddとLvの割に例外的に少ない。
以前ローズウッドはパーク建設予定地ブルーに住み着いていたが、パーク建設予定地ブルーはブロッサムパークへと変わり、ローズウッドはそこから姿を消してセントアルテミスパークに住み着いた。
怪物の森のモンスター
G.L.L内の怪物の森には様々なレベルのモンスターが出現する。Lv.9までのモンスターは攻撃してこない。Lv.10以上のモンスターは、リヴリー側から攻撃をしなくても無差別に攻撃してくる。ddを拾わずに倒し続けることで無限にddは溜まっていく。
これらのモンスターに対処するために怪物危険対策パーク (こちらは一般パーク) が作られている。

## パーク (公園)
ユーザーごとの島の他、運営によるパーク・施設が存在する。
それぞれのパークへは、主に案内パーク・パーク入り口から移動可能。
| おおまかな各パークの位置関係 |            |                          |                                               |
| リヴリーアイランド           | 案内パーク | レイアウト展示パーク     | レイアウト展示パーク                          |
| リヴリーアイランド           | 案内パーク | 温泉パーク               |                                               |
| リヴリーアイランド           | 案内パーク | 部屋カタログSHOP         |                                               |
| リヴリーアイランド           | 案内パーク | グリンの丘               |                                               |
| リヴリーアイランド           | 案内パーク | リヴリー引き渡し所       |                                               |
| リヴリーアイランド           | 案内パーク | リヴリー申込所           |                                               |
| リヴリーアイランド           | 案内パーク | 転生資料室               |                                               |
| リヴリーアイランド           | 案内パーク | ピクニックパーク         |                                               |
| リヴリーアイランド           | 案内パーク | ヤミー系列店             |                                               |
| リヴリーアイランド           | 案内パーク | 宝くじ販売所             |                                               |
| リヴリーアイランド           | 案内パーク | やどかり亭               |                                               |
| リヴリーアイランド           | 案内パーク | 島屋                     |                                               |
| リヴリーアイランド           | 案内パーク | リヴリー神社             |                                               |
| リヴリーアイランド           | 案内パーク | 交換パーク               |                                               |
| リヴリーアイランド           | 案内パーク | 合成パーク               |                                               |
| リヴリーアイランド           | 案内パーク | リヴリータイムズ社       |                                               |
| リヴリーアイランド           | 案内パーク | アトラクション入り口     | 景品交換所                                    |
| リヴリーアイランド           | 案内パーク | アトラクション入り口     | スロットパーク                                |
| リヴリーアイランド           | 案内パーク | バンブーアンケートパーク |                                               |
| リヴリーアイランド           | 案内パーク | ビギナーズパーク         |                                               |
| リヴリーアイランド           | 案内パーク | パーク入り口             | ウォーターグリフォンパーク                    |
| リヴリーアイランド           | 案内パーク | パーク入り口             | アクアマリンパーク                            |
| リヴリーアイランド           | 案内パーク | パーク入り口             | サンドワームパーク                            |
| リヴリーアイランド           | 案内パーク | パーク入り口             | セントアルテミスパーク                        |
| リヴリーアイランド           | 案内パーク | パーク入り口             | サイレントミルクパーク                        |
| リヴリーアイランド           | 案内パーク | パーク入り口             | CORパーク                                     |
| リヴリーアイランド           | 案内パーク | パーク入り口             | セントミラノス霊園                            |
| リヴリーアイランド           | 案内パーク | パーク入り口             | セントクロスパーク                            |
| リヴリーアイランド           | 案内パーク | パーク入り口             | キュラノウッズ                                |
| リヴリーアイランド           | 案内パーク | パーク入り口             | スノーマウンテンパーク                        |
| リヴリーアイランド           | 案内パーク | パーク入り口             | ブロッサムパーク (旧: パーク建設予定地ブルー) |
| リヴリーアイランド           | 案内パーク | パーク入り口             | Livly Goods Factory                           |
| リヴリーアイランド           | 案内パーク | パーク入り口             | マイショップ宣伝パーク                        |
| リヴリーアイランド           | 案内パーク | パーク入り口             | チーム結束パーク                              |
| リヴリーアイランド           | 案内パーク | パーク入り口             | 怪物危険対策パーク                            |
| リヴリーアイランド           | 案内パーク | パーク入り口             | ブロックパーク入り口                          |
| リヴリーアイランド           | 案内パーク | G.L.L入場門              | G.L.L中央広場                                 |
| リヴリーアイランド           | 案内パーク | G.L.L入場門              | P.L.L中央広場                                 |

リヴリーアイランド
ゲームそのものの名前・トップページでもあり、リヴリー界の拠点にもなっている場所。
案内パーク
各種主要パークへアクセスするためのパーク。
グリンの丘
普段は何もない芝生の空き地。イベント等でアイテム販売が行われることもある。
リヴリー引き渡し所
今飼っているリヴリーを引き取ってもらう場所で、奥の檻の中には怪物がいる。一度引き渡したリヴリーは二度と戻ってこない。
2019年12月18日に行われた管理リヴリートークショーにて、奥の檻にいる怪物はハリボテであり檻の奥にミュラー博士がパーク化した庭があること、引き渡されたリヴリーはそこでスタッフの手で飼育されていることが明かされた。
リヴリー申込所
新規登録・追加飼育をすることができる。後ろの黒板のリンクではWebパーツや壁紙を配布。
宝くじ販売所
イベントがあるとdoodooくじが販売される。
やどかり亭
エサを販売しているショップ。
島屋
アイランドを販売しているショップ。
リヴリー神社
1日に1回100ddでおみくじを引くことができる。個人のアイランドでも簡易版おみくじを引くことができるので、合計1日2回引くことが可能。
また、10dd/100ddで賽銭箱を利用すると、一定時間ミニリヴリーがリヴリーのあとをついて歩く。売店ではおまもりや根付 (アイテム) の販売も行っている。
交換パーク
各種イベントで集めるアイテムと交換し、限定アイテムを入手できるパーク。普段は主に交換チケットと常設アイテムとの交換、G.L.L会員向けの帽子引き換えチケットと帽子の交換に利用できる。チケット系のイベント時には、引き換えチケットをイベントチケットと交換できる。
合成パーク
アイテムを2種選び、ddを消費して新たなアイテムに合成させることができる壺がある。合成可能アイテムは全種ではなく、イベント等で入手できる専用のもの。
リヴリータイムズ社
飼い主向けの情報誌「Livly times」を刊行している新聞社。
アトラクション入り口
かつてのKiss Livly スタジオが閉鎖した後、新たに生まれ変わったパーク。受付ではスロットパークで利用できるコインの販売が行われ、ddでの購入が可能。購入コインは100枚以上の所持は不可。
景品交換所
集めたコインと景品を交換できる。各種リヴリーを模したアレぐるみやアクセサリーが用意されている。
スロットパーク
所持しているコインを賭けて、スロットゲームを遊ぶことができる。スロットの絵柄は2種類あり、賭け金は1コイン、10コイン、100コインの台から選択可。
バンブーアンケートパーク
リヴリーアイランドに関する様々なアンケートが行われるパーク。かつてはリヴリーを紹介したい者にカード (Eメール) を送ることができた「バンブーポスト」。
ビギナーズパーク
飼い主初心者向けの情報が集められたパーク。飼育メッセンジャー・ポフの販売も行なっている。
レイアウト展示パーク
自身のアイランドで撮影したレイアウト写真を投稿できるパーク。レイアウトイベントの際にも利用される。
温泉パーク
つかると一定時間、リヴリーの色が変わる不思議な温泉。湯は毎日入れ替わる。入浴にはddが必要。
ピクニックパーク
ムシを使った料理 (エサ) を食事できるパーク。メニューは朝・昼・夜に入れ替わる。注文にはddが必要で、飼っているリヴリーがその場で食べる。テイクアウト不可。
パーク入り口
様々な用途のために設置された各種パーク (公園) にアクセスするためのパーク。
ウォーターグリフォンパーク
モンスター・ウォーターグリフォンが出現するパーク。広いパーク全体を表示している為、リヴリーが他のパークより小さく表示される。2007年6月にパーク内の噴水が損壊し、大量の水を噴出した。それにより、以前は噴水内のみに1匹だけ住んでいたヤゴのような生物が増え、パーク全体に広がっていた。2007年8月にヤゴが羽化し、モンスター（アオイトトンボ、オニヤンマ）へと変化、個人のアイランドへも出没するようになった。2008年5月現在の出現モンスターはウォーターグリフォン、ベビーグリフォンの2種。
アクアマリンパーク
海をイメージしたパークで、サンゴが並べられている。
サンドワームパーク
砂漠をイメージして作られたパークで、サボテンが自生している。
セントアルテミスパーク
広くたくさん丘で構成されたパーク。モンスターのローズウッドが住み着いている。
サイレントミルクパーク
一面真っ白なパークで、リヴリーの写真撮影用に利用されている。
CORパーク
Livly Island CORを記念して作られたパーク。新種リヴリーデザインコンテスト時の受賞作品のフィギュア (アイテム) を配布している。
セントミラノス霊園
ハロウィンイベントを記念して作られたパークで、死んでしまったリヴリーの魂を鎮めるためのお墓が並べられている。
セントクロスパーク
クリスマスイベントを記念して作られたパーク。リヴリー用に作られた公園の中では格段の広さを誇る。
キュラノスウッズ
ハロウィンを記念して作られたパークで、深い森にカボチャのちょうちんが並べられている。
スノーマウンテンパーク
2003年にクリスマスを記念してつくられた、氷山をイメージしたパーク。元は「パーク建設予定地イエロー」。
ブロッサムパーク
リヴリーサイズの桜の木がたっているパーク。元は「パーク建設予定地ブルー」。
マイショップ宣伝パーク
マイショップの宣伝をする為に作られたパーク。
チーム結束パーク
チームを組む、あるいはチームの宣伝をする為に作られたパーク。
怪物危険対策パーク
モンスターについて情報交換をするためのパーク。元は「パーク建設予定地ピンク」。
ビギナーズパーク
リヴリーの飼育に関する情報交換に利用されるパーク。ポフが販売されている。自分とその近くにいる一部のリヴリー以外を透明にする技がかかっている。元は「若葉パーク」で、木の実やどんぐりの散らばる場所だった。
ブロックパーク入り口
様々なジャンルに分けられた公園。入り口にある大きな看板から個々のブロックパークに移動できる。それぞれのジャンルパークにはポップアップ型のBBS（掲示板）が置かれている。

## Great Livly Land（グレートリヴリーランド・G.L.L）
グレートリヴリーランド（G.L.L）とは、無料会員では入ることが出来ない有料会員限定のテーマパークの名称であり、月額300円（税抜）のG.L.Lパスポートを購入することで入場が可能となる。有料会員はG.L.L会員と呼ばれ、会員となることでさまざまなオプションも追加される。支払い方法はゲームポットID、ウェブマネー決済、ヤミーが選べる。

### G.L.L会員の主な特典
G.L.L内に移動可能
G.L.L内の各種パークへ行くことができる。
バイオレコードの変化
バイオレコードに赤いリボンが付けられ、右下にG.L.Lのロゴが押される。期限切れによる非会員時は通常のバイオレコードに戻る。
ddを使用してG.L.L限定の餌、アイランド、アイテムが買える。
無料エリアには売っていない餌やアイランド、アイテムを購入することができる。餌については餌の項を参照。
毎月新しいアイランド、アイテム、帽子が無料でもらえる
入会月から毎月、一貫したテーマのアイランド、背景アイテム、前景アイテム、帽子が各1種ずつ増え、0ddで各1点ずつ入手できる。アイランドはドリームアイル不動産で、アイテムはマハラショップで購入可能。翌月には有料で販売される。帽子は帽子引き換えチケットを用いて交換パークで引き換えることができる。
ddを使用して薬品が使用可能
さまざまな効果を持つ薬品を使用することが出来る。常時使用出来るものは、現在飼っているリヴリーの一部を変化させる「プラステリン」と、違う種類のリヴリーに変身させることができる「ネオベルミン」。ネオベルミンで変身可能な種類 (通常種) は日替わりで変更され、イベント期間中には期間限定の種類に変身出来る場合もある。2004年には、限定種も含めたいずれかのリヴリーにランダムで変身させる「トランシロン」が期間限定で登場した後、2017年に常設された。
ddを使用して「ホテル・ワイズウッド」に宿泊可能
「ホテル・ワイズウッド」は、リヴリーのための宿泊施設。長期間リヴリーの世話が出来ない場合などに預けておくことが可能で、宿泊中は常に満腹度が最大のまま変動しないため、餓死することはない。チェックアウトすると、ストレス0、満腹度100%で、大きさや色はそのままの状態で帰してもらえる。宿泊日数に関係なく、料金は1回200dd。G.L.L会員の期限が切れた際には、強制的にチェックアウトとなり島に強制送還される。
「スタンプ」による特典
入会者にはスタンプ帳 (アイテムとして設置可能) が配布され、スタンプパークで月に1回押すことができる。（会員時の押し忘れた月の分は後でまとめ押しが可能）累計スタンプ数によって、アイランドの最大所持数や1アイランドごとのアイテム最大設置数の増加・各種贈与品などの特典が受けられる。なかでもスタンプ50個にまで到達するとアイランド所持数は無制限となる。非会員となっても所持アイランド・設置アイテムが没収・収納されることはないが制限数は元に戻るため、新たなアイランドを手に入れるためには一部を除き手持ちを捨て、もようがえの際は制限を超えた設置中のアイテムを収納する必要がある。しかしスタンプ数はリセットされず、また会員になれば継続して貯めることができる。累計スタンプ数は会員/非会員共にお世話画面などで確認できる。2019年4月1日以降はスタンプを押しにいかなくても、会員であれば自動的に当月の特典が自動で受け取れるようになった。
「マイショップ」機能が追加
マイショップ登録所にて看板（100dd）を買い、島にアイテムとして設置することにより、自分の所持しているアイランドやアイテムを好きな値段をつけて出品することが出来る。また、設置したショップ看板をクリックすることにより、他のユーザーの出品物を購入することが出来る。一度出品したものは非会員になっても出品され続ける。出品物は売れるか引き下げるまで所持数にカウントされる。
G.L.L限定のリヴリーが飼育可能
飼い直し・新飼育の際に「ムシチョウ」「スナイロユンク」の2種を選ぶことができるようになる。キャンペーン期間中限定でその他の限定リヴリーが対象になることもある。
宝くじ購入時のdd割引

その他、過去には毎月第1/3月曜日発行のメールマガジン「LivlyTimes」の購読（2012年5月から通常会員向けに変更）、クモリンク先への直接移動設定 (2008年7月1日廃止) 、リヴリーモニター（携帯電話からのフサムシ給餌。2009年11月24日に廃止）などがあった。

## ヤミーSHOP
G.L.Lとも違う独自のアイテムやアクセサリーをとりそろえているショップ群。2006年7月18日のメンテナンス後に、ヤミー系列の原型となる「ヤミショップ」が初登場した。直接わざで移動するか、バイオレコード右下にある闇印章（緑のシミ）をクリックすると移動できる。印章はヤミーSHOP内に設置されたハンコで付けることができ、一度付けると消すことはできない。
他のショップのようにdoodooでの販売ではなく、実際のお金でヤミー（Ym、YMとも）というポイントを購入して支払う。決済方法によって料金が異なる。資金決済に関する法律の施行に伴い、2010年3月に利用規約が改正され、購入した月の末日から5ヶ月たったヤミーは失効するようになった（例: 2010年3月に買ったヤミーは2010年8月31日に失効する）。
ヤミー系列店で購入した商品は、マイショップによる他ユーザーへの二次売買ができない。また、ヤミーのポイント譲渡も行なえず、ユーザー登録を削除した場合はポイントが消滅する。
2010年4月20日から帽子の試着が可能になった。
2010年7月2日から未ログインでも販売中商品の閲覧ができる機能が追加された。
ヤミーSHOP
毎週火曜日に商品が入れ替わる。ヤミカプセルのように常時販売されているものもある。
価格設定はアイテム＝1〜9,696YM（平均1,500YM前後）、ミニリヴリー＝2,000〜5,350YM（平均3,400YM前後）、帽子＝40〜8,000YM（平均3,800YM前後）、アイランド＝2,400〜3,000YM（平均2,800YM前後）。商品が再版される場合は初版より若干高めの設定となる。2007年12月時点での最高価格は、背景アイテムのグルグル壁紙で9,696YM。
2007年2月27日から3月5日の一週間は、店主 (ドリミー) の旅行により休業していた。2008年3月4日から、再び休業。張り紙には「家庭の事情で一週間ほどお休みします。ヤミショップ」。さらには、2008年8月20日から、またもや「休みます ヤミ」。2008年8月26日のメンテナンス後、「ヤミ箱屋」と統合され「ヤミーSHOP」としてリニューアルオープン。しかし後に分離し、現在は以前のヤミショップにあたる店である。
HTML5版のYMショップがオープン以降、販売商品は感知ップ、カプセル類、ミニマムリン、マキシマリン、デフォルトリン、トレバンのみ。
ヤミ箱屋
2007年12月25日のメンテナンス後、登場したショップ。以前は直接/move技で移動するか、ヤミショップの「and more...」と表示されている箇所に時おり表示される虹色の渦巻きをクリックすると移動できた。現在はヤミーSHOP内の看板などから常時訪れることができる。
ランダム（重複あり）に中身が変化する「ヤミ箱」（過去のヤミショップ商品、ヤミ箱オリジナル商品など）を販売している。出てくる商品はヤミ箱中身一覧で参照が可能。毎月第4木曜日に中身の商品が入れ替えられる。ヤミ箱屋の主は、気まぐれでよく休暇をとっている。2008年8月26日のメンテナンス後、「ヤミショップ」と統合され「ヤミーSHOP」としてリニューアルオープンした後、2010年7月20日のメンテナンス後にこっそりと再オープンした。
指定の箱を1回回すと「ヤミ箱チケット」が1枚もらえ、チケットを1枚消費すると販売中の指定のヤミ箱アイテムの中から好きなものを1つ選んで交換できる。ログインボーナスやおみくじなどで手に入るヤミ補助チケットを銀なら30枚、金なら3枚集めると交換パークでヤミ箱チケット1枚と交換できる。2019年4月4日10:00以降、これらのシステムは廃止され通常のヤミ箱のみ販売。
2019年12月5日には、サービス終了に伴う特別イベントとして過去のヤミ箱が1回1YMで再販された。
ヤミーセレクトSHOP
2009年11月24日より開店。店長は元ヤミ箱屋のロイキー。ヤミーSHOP内の看板から移動可能。リヴリーの種類ごとに作られた服やアクセサリーを販売している。
ヤミー合成屋
ヤミー版の合成パーク。ヤミーを消費して合成する有料壺と無料壺があり、合成で取得できるアイテムが異なる。合成可能アイランドおよびアイテムは「ヤミー」に分類されるものに限る。アイテムの代わりに合成チケットを使った合成も可。
部屋カタログショップ
2010年4月14日に開店。ルームの壁紙やアイテムを販売している。管理リヴリーはいない。案内パークの看板から移動できる。ヤミーを利用するショップだがヤミー/ヤミの名を冠しておらず、ヤミーSHOP内に看板がない。
転生資料室
2015年9月末に公開。案内パークの看板から訪れることができ、投入すると死亡したリヴリーと同じ種類・色・サイズに変化させることのできる薬「メタモルミン」を利用できる。名前・生年月日・レベル・覚えている技には影響せず、これらの4点は現存のリヴリーのステータスが引き継がれる。死亡した過去のリヴリーはアイランド単位で記録されている。部屋カタログショップと同じく、ヤミーを利用するショップだがヤミー/ヤミの名を冠しておらず、ヤミーSHOP内に看板がない。

## Livly Times
Livly Times (リヴリータイムズ) は毎月1回月曜日に発行されているゲーム内新聞。リヴリータイムズ社の敏腕記者リヴリー・ボンドと、その飼い主でもある編集長のジェームズによって発行されている。G.L.L会員向けのメールマガジンとしてスタートした後、2012年5月から一般向けにリニューアルした。リヴリータイムズ社屋 (パーク) は現在一般パーク内にある。
最新号はリヴリータイムズ社の新聞から閲覧可能で、バックナンバーを読むこともできる。基本的にはまえがき、「ジェームズがゆく (メイン部分)」、「Livly News (イベント等に関するお知らせ)」、「ジェームズの独り言 (雑記)」、「ヤミーコラム (ヤミーSHOP・ヤミ箱屋の新商品情報)」の5つの項目で構成されている。(近年は「ジェームズがゆく」でもイベントについて触れ、Livly Newsは固定のお知らせのみになっている。)
COR始動前後には特別号「Livly Times Express」が全7号にわたり配信された。
また、以前はリヴリー総合研究所スタッフ「ルーキー研究員」が発行しているメールマガジンもあり、こちらはゲームポットID、および外部ID (Yahoo!JAPAN・Twitter・Google・mixi) を利用している飼い主のみ購読可能であった。
2018年11月5日発行の103号より、スマートフォン対応プロジェクトの取材と研究所スタッフの手伝いのため休刊中だったが2019年4月30日発行号より再開。サービス終了直前の12月20日まで、107号にわたり刊行された。

## Kiss Livly スタジオ
Kiss-FM KOBEの開局15周年記念のコラボレーションで作られた特設パークで、2010年5月まで存在した。パーク内には巨大ラジオが設置され、デビュー前のアーティストを紹介したり、Podcastingによる番組配信を行っていた。
Kiss Livly スタジオのメインテーマはオオゼキタク「恋オーラ」。選んだアニーナは、「数多くの曲を聴いた帰り道、口ずさんでいたのが恋オーラだった」と言っている。
Kiss-FMのサウンドクルーや楽曲配信アーティストは「キッスリヴリー」(通称キスリヴ) と呼ばれる特殊なリヴリーを飼育しており、時々Kiss Livly スタジオの管理リヴリーや、DJたちによるトークショー (それぞれのリヴリーのチャットを利用) も開催された。
パーク内では常時ミニラジオ（ブラウン・ピンク・ライトブルー・ブルーの4種類）を販売しており、島に設置するとコラボレーションアーティストの楽曲が流れた。
2010年4月16日に音楽の配信が終了。翌月14日のメンテナンスでKissLivlyスタジオは閉鎖し、建設予定地を経て、アトラクション入り口として生まれ変わった。閉鎖後旅に出ていたアニーナの管理リヴリー・ポッサムも再び管理リヴリーとなる。コラボレーション終了後のミニラジオではリヴリーガーデンのCMソングが流れるようになっている。
2013年、KissLivlyスタジオから生まれた音楽ユニット「KI☆LA」がリヴリーアイランド10周年を記念したオリジナルソングを制作し、Dr.ミュラー研究所研究発表会2013の会場でCDがレシートくじの景品として配られた。
リヴリーが散歩時に拾うアイテムの中には「壊れたミニラジオ」がある。

## doodooくじ
ddで購入できるゲーム内の宝くじ。ddくじと省略して表すことが多い。不定期に販売される。
ddくじは「宝くじ販売所」で購入でき、購入後、マイアイランドに自動的にくじが表示され、そのくじをクリックすると自分の購入したくじの組及び、番号を確認できる。また、他人のアイランドに設置されているくじは見えない。
後日、発表される当選番号が自分の購入した番号と一致すれば、「宝くじ販売所」にて該当の賞品と交換できる。1等から5等まであり、1等の賞品はミニリヴリー+dd、2等から4等の賞品はddのみ、5等の賞品はddまたはdd+アイテム。非常に人気が高く、1日で売切れてしまうこともある。

## イベント
季節や周年等に合わせてゲーム内イベントが開催されている。近年では宝箱を用いた形式が主流。個人のアイランドを散歩し、ランダムであらわれる宝箱を開けてアイテムを獲得。そのアイテムを一定数集め、交換パークで限定アイテムと交換できる。お正月イベントでは2003年から2015年までの間、干支モチーフの新リヴリーが登場した。ハロウィンイベントとクリスマスイベントでは毎年新リヴリーが登場している。
定期開催している一部のイベント
- 周年イベント (Livly Island/COR/G.L.L等)
- チケットイベント
- お正月イベント
- バレンタインイベント
- ホワイトデーイベント
- 猫の日イベント
- イースターイベント
- 梅雨イベント
- 七夕イベント
- 夏祭りイベント
- ハロウィンイベント
- クリスマスイベント

## HTML5版
長らくAdobe Flash環境下での動作だったが、2018年3月初頭から公式ブログ上で『スマートフォン対応プロジェクト』の研究報告を発表。翌年3月28日にはスマートフォン操作に特化した縦長画面のHTML5版が公開され、これによりスマートフォン・タブレット端末でも広くお世話できるようになった。Flash版とデータは共有している。
プレイヤーの『スマートフォンでリヴリーのお世話ができる』という要望を最優先にしての公開であり、段階的にFlash版同様の機能の実装や、HTML5版独自の新機能の追加を行っていく予定であった。Flash版と並行してサービスを展開しており、2019年内を目処にHTML5版に完全移行する見込みで、移行までの間は双方のUIに切り替えてのプレイが可能。HTML5版をスマートフォン版、Flash版をPC版として扱っており、UI以外にもいくつかの違いが見られた。
ハンゲームおよびGMOメディアによるHTML5ゲームプラットフォーム「ゲソてん」でも提供された。
スマートフォン版 (HTML5版) の主な機能・仕様 (リリース時)
- 「ズーム機能」ほぼ原寸大でリヴリーをお世話できる。
- ddの排泄・回収がボタンを1回押すだけで完了する。ボタンを押すとアイランド枠の右上に黒い穴が出現し、ブラックホールのように吸い込まれて回収される。
- ショップ類がFlash版のようにパークを訪れる形式ではなく、ショップ専用のページでタブを切り替える形式になっている。
  - 「ddショップ」ddを用いる各種ショップ (島屋・やどかり亭・ドリームアイル不動産・マハラショップ・パキケフーズ) が統合。G.L.L限定商品にはラベルが付く。
  - 「YMアパレル」ヤミーのアパレル商品類の販売業務がショップとして分離。現在はヤミーSHOPの帽子およびアクセサリー類のみ販売。
  - 「YMガチャ」ヤミ箱屋と同様のシステム。
  - 上記各ショップでのスマートフォン版オリジナルのアイランド・アイテムの販売 (購入したものはPC版でも利用可) 。

プロデューサーは研究発表会2013の時点でスマートフォン展開の構想を述べており、正確な時期は定かではないが2019年12月18日にグリンの丘で行われた管理リヴリートークショーでは過去に一度頓挫した企画であることが明かされた。

## スマートフォンアプリ版
旧ゲーム版にもあったリヴリーのお世話要素や島の飾り付けをする箱庭要素に加え、プレイヤーの分身である「ホム」と呼ばれるアバターの着せ替え要素が新たに加わっている（本作では当初、リヴリーの着せ替え要素は廃止されたが、後に復活）。また、島に生えた木を育成し木の実を収穫することでネオベルミンを生成できる。
尚、世界観や設定は共有しているもののブラウザゲーム版とは全く別のゲームであり、データの互換性などはない。本作のリリースに伴い、ブラウザ版のゲーム要素全般は「クラシック」と呼称されている。

## リヴリーガーデン
『リヴリーガーデン』 (Livly Garden) は2010年1月28日にマーベラスエンターテイメント (後のマーベラス) より発売されたニンテンドーDS専用ゲームソフト。
連動ではなく、オンラインゲーム版を原作としたコンシューマー向け作品。リヴリーと共に"ガーデン"を育成し、ビオトープとして充実させることが目的。
登場リヴリー
ピグミーたち通常種をはじめ、50種類以上のリヴリーが登場する。DS版からの新キャラクターとしてツノナデシ、ゼブル、イムーバの3種が登場し、予約特典だったトランシロンカードを利用することで原作版でも飼育可能。(後にキャンペーンやイベントで復刻している)
dd
原作同様に、リヴリーはddをウンチとし、植物のタネやガーデンデコレーション用のアイテムなどの購入に用いる。
黄金ノ木
ゲーム序盤にミュラー博士からを育てるよう頼まれ、ガーデンを育成していくことで成長する。成長に伴って、新しいガーデンの追加、リヴリーをもう1匹飼育できるなどゲームが充実していく。

## Dr.ミュラー研究所 研究発表会
『Livly Island』の1周年以降、毎年初秋頃に行なっているファン向けのリアルイベント。各種資料の展示や新機能の発表、グッズ販売を行なっている。他にも、飼い主から募ったリヴリーに関する創作品のコンテストの開催が恒例になっている。交流スペースも設置され、イベントが飼い主同士の交流の場でもある。
2016年度はスイーツパラダイスとのコラボを行い、全国各地で長期に渡り開催された。
その後、2017年度・2018年度は開催されていないが、研究員は4Gamer.netによるスマートフォン版リリース時のインタビューで再度の実現へ意欲を述べている。
| 日程   | 日程               | イベント名                                                       | 会場                                           | 備考 |
| ------ | ------------------ | ---------------------------------------------------------------- | ---------------------------------------------- | --- |
| 2004年 | 7月23日 - 27日     | Dr.ミュラー研究所 研究発表会 〜不思議な生き物リヴリー〜          | ギャラリーROCKET                               | |
| 2004年 | 8月28日 - 29日     | Dr.ミュラー研究所 研究発表会 〜不思議な生き物リヴリー〜 in Osaka | ソニータワー                                   | |
| 2005年 | 8月12日 - 14日     | Dr.ミュラー研究所 研究発表会2005 〜リヴリー＆ピース〜            | 北野工房のまち                                 | 『Livly Island』2周年および、Kiss-FM KOBE開局15周年。 |
| 2006年 | 8月18日 - 20日     | Dr.ミュラー研究所 研究発表会2006 in So-net キャラクター夏祭り    | LAPIN ET HALOT                                 | So-netによるリアルイベント「8月だよ全員集合！〜So-netキャラクター夏祭り〜」の一環。                                                                                        |
| 2007年 | 10月27日 - 29日    | Dr.ミュラー研究所 研究発表会2007 in ハロウィン                   | café STUDIO                                    | |
| 2008年 | 7月26日 - 27日     | Dr.ミュラー研究所 研究発表会2008                                 | 原宿クエストホール                             | 次期アップデート『Livly Island 2nd Stage (仮)』を発表。 |
| 2009年 | 8月22日 - 30日     | Dr.ミュラー研究所 研究発表会2009 GOGO LIVLY                      | PARCO MUSEUM                                   | 『Livly Island 2nd Stage (仮)』改め『Livly Island COR』のアップデート内容を発表。                                                                                          |
| 2010年 | 8月21日 - 25日     | Dr.ミュラー研究所 研究発表会2010                                 | PARCO MUSEUM                                   | |
| 2011年 | 8月26日 - 30日     | Dr.ミュラー研究所 研究発表会2011 〜リヴリーの性格の秘密〜        | PARCO MUSEUM                                   | |
| 2012年 | 8月17日 - 21日     | Dr.ミュラー研究所 研究発表会2012 〜リヴリー in ワンダーランド〜  | PARCO MUSEUM                                   | |
| 2013年 | 8月23日 - 27日     | Dr.ミュラー研究所 研究発表会2013 〜10th Anniversary〜            | PARCO MUSEUM                                   | |
| 2014年 | 8月22日 - 26日     | Dr.ミュラー研究所 研究発表会2014 〜リヴリー・フェスティバル〜    | PARCO MUSEUM                                   | |
| 2015年 | 10月24日 - 25日    | Dr.ミュラー研究所 研究発表会2015 お菓子なお茶会 in ハロウィン    | GMO Yoursおよび会議スペース (セルリアンタワー) | |
| 2016年 | 9月30日 - 10月14日 | Dr.ミュラー研究所 研究発表会2016 TOKYO                           | スイーツパラダイス新宿東口店                   | テーマは『リヴリーの性格とエサ（虫）に関する研究報告』。リヴリーの性格についての新たな研究成果の発表と、"飼い主も食べられる虫料理"を題材にコラボメニューの提供が行われた。 |
| 2016年 | 11月11日 - 27日    | Dr.ミュラー研究所 研究発表会2016 NAGOYA                          | スイーツパラダイス名古屋パルコ店               | テーマは『リヴリーの性格とエサ（虫）に関する研究報告』。リヴリーの性格についての新たな研究成果の発表と、"飼い主も食べられる虫料理"を題材にコラボメニューの提供が行われた。 |
| 2016年 | 12月2日 - 16日     | Dr.ミュラー研究所 研究発表会2016 FUKUOKA                         | スイーツパラダイス福岡パルコ店                 | テーマは『リヴリーの性格とエサ（虫）に関する研究報告』。リヴリーの性格についての新たな研究成果の発表と、"飼い主も食べられる虫料理"を題材にコラボメニューの提供が行われた。 |
| 2017年 | 1月3日 - 15日      | Dr.ミュラー研究所 研究発表会2016 SENDAI                          | スイーツパラダイス仙台パルコ店                 | テーマは『リヴリーの性格とエサ（虫）に関する研究報告』。リヴリーの性格についての新たな研究成果の発表と、"飼い主も食べられる虫料理"を題材にコラボメニューの提供が行われた。 |
| 2017年 | 1月30日 - 2月17日  | Dr.ミュラー研究所 研究発表会2016 OSAKA                           | スイーツパラダイスエキスポシティ店             | テーマは『リヴリーの性格とエサ（虫）に関する研究報告』。リヴリーの性格についての新たな研究成果の発表と、"飼い主も食べられる虫料理"を題材にコラボメニューの提供が行われた。 |
| 2017年 | 3月1日 - 12日      | Dr.ミュラー研究所 研究発表会2016 HIROSHIMA                       | スイーツパラダイス広島パルコ店                 | テーマは『リヴリーの性格とエサ（虫）に関する研究報告』。リヴリーの性格についての新たな研究成果の発表と、"飼い主も食べられる虫料理"を題材にコラボメニューの提供が行われた。 |
| 2017年 | 4月17日 - 30日     | Dr.ミュラー研究所 研究発表会2016 TOKYO - The FINAL -             | スイーツパラダイス新宿東口店                   | テーマは『リヴリーの性格とエサ（虫）に関する研究報告』。リヴリーの性格についての新たな研究成果の発表と、"飼い主も食べられる虫料理"を題材にコラボメニューの提供が行われた。 |

## 沿革
- 2002年
  - 『Livly 〜不思議なペット〜』サービス開始。
- 2003年
  - 7月1日 - 運営がソネットエンタテインメントに移管。『Livly Island』としてのサービスを開始。
- 2006年
  - 12月26日 -「WebMoneyAward2006」[注釈 27]にて、グランプリ・カジュアルゲーム賞・女性セレクト賞・ティーンズ賞を受賞[1]。
- 2007年
  - 12月13日 -「WebMoneyAward2007」にて、ベストゲームス賞受賞。[47]
- 2008年
  - 12月17日 -「WebMoneyAward2008」にて、ベストゲームス賞受賞。 [48][注釈 28]
- 2009年
  - 8月26日 - 台湾版『寵物島』サービス開始。
  - 11月11日 -『Livly Island COR』オープンβテスト開始。[49]
  - 11月24日 -『Livly Island COR』としてのサービスを開始。[50]
- 2010年
  - 1月28日 -『Livly Garden』発売。
  - 4月9日 -『おでかけリヴリー』サービス開始。
  - 10月5日 - Yahoo！モバゲーおよびモバゲータウン向けソーシャルゲーム『リヴリーのぼうけん』のサービス開始。[51]
  - 10月15日 - ハンゲームでの『Livly Island COR』の提供を開始。[52]
- 2011年
  - 3月30日 - 『リヴリーのぼうけん』のサービスを終了。
  - 5月31日 - Android端末アプリ版Mobageにて、『ミニチュアガーデン by Livly Island』の提供を開始。
  - 7月1日 - ソネットエンタテインメントのデジタルコンテンツ事業のゲームポットへの継承にともない、運営が株式会社ゲームポット (後のGMOゲームポット株式会社) へ移管。[53]
- 2012年
  - 1月11日 -『寵物島』のサービスを終了。
- 2017年
  - 12月1日 - GMOインターネットによるGMOゲームポットの吸収合併にともない、運営がGMO GP株式会社へ移管。[54]
- 2018年
  - 3月8日 -「スマートフォン対応プロジェクト」の始動を発表[35]。
- 2019年
  - 3月28日 - HTML5版『Livly Island』を公開。
  - 4月4日 - HTML5版のゲソてんでの提供を開始。
  - 10月4日 - ゲソてん版のサービスを12月5日（木）12:00をもって終了することを発表[55]。
  - 11月1日 - PC版及びスマートフォン版『Livly Island』が2019年12月26日（木）12:00に運営終了することを発表[56][57]。
  - 12月5日 - ハンゲーム版およびゲソてん版でのサービスを終了。
  - 12月26日 - PC版及びスマートフォン版のサービスを終了。
- 2020年
  - 10月12日 - ココネ株式会社に権利譲渡の契約を締結[4]。
- 2021年
  - 7月15日 - スマートフォンアプリのサービス開始[6]。